# Bauermannskulle
Bauermannskulle ist eine Ortslage in der bergischen Großstadt Solingen. Der Ort ist in dem seit den 1970er Jahren entstandenen Wohngebiet zwischen dem Höhscheider Hof, Obenhöhscheid und der Bundesstraße 229 aufgegangen, in dem heute rund 1200 Menschen leben.

## Lage und Beschreibung
Bauermannskulle liegt im Stadtteil Höhscheid entlang der Bundesstraße 229, der Neuenkamper Straße, etwa auf halber Strecke zwischen dem Peter-Höfer-Platz und der Hofschaft Neuenhaus. Den Namen des Ortes trägt auch eine der Erschließungsstraßen des Wohngebietes am Höhscheider Hof. An der Neuenkamper Straße ist noch das ehemalige Hofgebäude der Bauermannskulle erhalten, ein heute denkmalgeschützter Gebäudekomplex in Fachwerkbauweise. Die Wohnsiedlung selbst befindet sich auf einer kleinen Hochfläche, die zwischen dem Pilghauser Bach im Norden und dem Höhscheider Bach im Süden gebildet wird.
Benachbarte Orte sind bzw. waren (von Nord nach West): Pilghauser Kotten, Untenpilghausen, Neuenkamp, Hingenberg, Obenhöhscheid, Höhscheider Hof, Steigerhäuschen, Neuenhaus, Mittelkatternberg und Michelshäuschen. 

## Etymologie
Der Ortsname geht auf den Familiennamen Bauermann zurück, der auch in der Ohligser Bauermannsheide seinen Niederschlag fand. Als Kulle wird im Bergischen Land eine Bodenvertiefung (= Kuhle) bezeichnet, häufig auch in Form einer Lehmkuhle.

## Geschichte
Bauermannskulle ist seit dem frühen 18. Jahrhundert nachweisbar, als der Bauernhof eines Abraham Baurmann in der Kullen im Jahre 1705 erstmals urkundlich erwähnt wird. Im Jahre 1715 ist der Ort in der Karte Topographia Ducatus Montani, Blatt Amt Solingen, von Erich Philipp Ploennies mit einer Hofstelle verzeichnet und als a. d. Kull benannt. Die Topographische Aufnahme der Rheinlande von 1824 verzeichnet den Ort als Bauerman̅skulle und die Preußische Uraufnahme von 1844 als Bauermannskull. In der Topographischen Karte des Regierungsbezirks Düsseldorf von 1871 ist der Ort ohne Namen verzeichnet.
Bauermannskulle wurde in den Ortsregistern der Honschaft Höhscheid innerhalb des Amtes Solingen geführt. Nach Gründung der Mairien und späteren Bürgermeistereien 1808 gehörte der Ort zur Bürgermeisterei Höhscheid, die 1856 zur Stadt erhoben wurde und lag dort in der Flur III. Neuenhof. 
Mit der Städtevereinigung zu Groß-Solingen im Jahre 1929 wurde Bauermannskulle in die neue Großstadt Solingen eingemeindet. Die ehemaligen Ackerflächen zwischen dem Höhscheider Hof und der Bauermannkulle wurden ab den 1970er Jahren vereinzelt mit Wohnhäusern bebaut, bevor in der ersten Hälfte der 1980er Jahre das Gelände in großem Stil parzelliert wurde. Mehrere neue Straßen wurden angelegt, die nach historischen Flur- und Gewannenbezeichnungen benannt wurden. Bis Anfang der 1990er Jahre waren alle Baumaßnahmen abgeschlossen. Das noch vorhandene Hofgebäude der Bauermannskulle, Neuenkamper Straße 103, 105, 107, wurde am 5. Juli 1993 in die Denkmalliste der Stadt Solingen eingetragen.

## Nahverkehr
An der Bundesstraße 229 bestehen von Bauermannskulle Anschlüsse in verschiedene Richtungen. Dabei handelt es sich zum einen um die Linie 691 der Stadtwerke Solingen, zum anderen um den VRS-Schnellbus SB25, der Solingen u. a. mit Köln verbindet und der von der Wupsi betrieben wird (bis Januar 2023 als Linie 250 geführt).
| Linie | Linienverlauf |
| ----- | --- |
| 691   | St.-Lukas-Klinik – Ohligs Markt – Hauptbahnhof – Aufderhöhe – Bauermannskulle – Höhscheid (– Schule Widdert – Rüden)         |
| SB25  | Köln Hbf – Chempark – Leverkusen-Mitte – Opladen Busbahnhof – Leichlingen – Bauermannskulle – Höhscheid – Graf-Wilhelm-Platz |